# Mahiro Maeda
Mahiro Maeda (前田 真宏 Maeda Mahiro; nascut el 14 de març de 1963) és un director d’anime japonès, dissenyador de personatges i animador.
Helen McCarthy a 500 Essential Anime Movies el va anomenar "un dels visualistes més imaginatius de l'anime". També va treballar en concepte d'art i disseny per a Mad Max: fúria a la carretera (2015), que va guanyar sis Premis Oscar. Ha estat un dels principals col·laboradors de l'estudi d'anime GONZO durant molts anys, després d'haver dirigit Blue Submarine No. 6, Final Fantasy: Unlimited i Gankutsuou: The Count of Monte Cristo.
El seu treball de disseny oscil·la entre 2 dels "Angels" a Neon Genesis Evangelion fins a la producció i disseny mecànic per a sèries com Magic User's Club (魔法使いTai!, Mahō Tsukai Tai!), Escaflowne i Last Exile. També va ser un dels dissenyadors de Gate Keepers 21.
Els seus primers anys els va passar principalment al famós Studio Ghibli, on va ajudar a animar clàssics com Nausicaä de la Vall del Vent, El castell al cel, i Porco Rosso. Maeda és un dels directors japonesos selectes per col·laborar activament amb el mitjans cinematogràfics internacionals en diversos projectes. Va proporcionar l'animació clau per a la seqüència d'animació de Kill Bill Vol 1 de Quentin Tarantino. El seu treball de direcció també ha aparegut en pel·lícules de paquets tan exclusives com The Animatrix (segment: "The Second Renaissance Parts I i II"), Genius Party Beyond (segment: "Gala"), i Ani*Kuri15 (segment: "Princesa Onmitsu"). També ha visitat la convenció estatunidenca de l'Anime Expo l'any 2000. and 2003.